# Ryukyustekelrat
De Ryukyustekelrat (Tokudaia muenninki) is een knaagdier uit het geslacht Tokudaia dat voorkomt op het eiland Okinawa in de Riukiu-eilanden. Er zijn Laat-Pleistocene fossielen bekend van Okinawa en het nabijgelegen eilandje Iejima.
Hoewel deze soort vaak tot dezelfde soort als zijn nauwe verwant T. osimensis wordt gerekend, zijn er ook grote verschillen. Zo heeft T. muenninki 44 chromosomen, terwijl T. osimensis er slechts 25 heeft. De twee soorten verschillen ook in bepaalde verhoudingen tussen de grootten van enkele lichaamsdelen.
Ryukyustekelrat (Tokudaia muenninki) · Tokudaia osimensis · Tokudaia tokunoshimensis